# ジョン・シャーホルツ
- ジョン・シュアーホルツ

ジョン・シャーホルツ　(John Schuerholz 1940年10月1日 - )　はメジャーリーグベースボール、アトランタ・ブレーブスの球団社長。以前はカンザスシティ・ロイヤルズとブレーブスの元ゼネラルマネージャーで両チームの世界一に貢献。ボルチモア出身。

## 経歴
1940年、ボルチモアに生まれる。
1966年、ボルチモア・オリオールズでキャリアを始める。1969年にエクスパンションでカンザスシティ・ロイヤルズが誕生し、シャーホルツはロイヤルズで働くこととなった。
1981年のオフシーズンにシャーホルツはロイヤルズGMに就任。当時最年少GMだった。シャーホルツはマイナーを強化し、ブレット・セイバーヘーゲン、バド・ブラック、ダニー・ジャクソン、デビッド・コーン、マーク・グビザらが短期間で成長して戦力となった。1985年には念願の世界一に輝いた。
1990年、ロイヤルズを離れ、ブレーブスのGMに就任。ボビー・コックスの監督復帰、トム・グラビンやジョン・スモルツの台頭、テリー・ペンドルトンの獲得により1991年に33年ぶりのリーグ優勝を果たすがワールドシリーズで激戦の末ツインズに敗北。翌1992年もリーグ優勝で2連覇を果たすも、再びワールドシリーズでブルージェイズに敗れる。
世界一を目指し、オフにカブスからサイ・ヤング賞投手グレッグ・マダックスを獲得。投手陣をさらに強化、シーズン中にフレッド・マグリフをトレードで獲得するも1993年はリーグチャンピオンシップシリーズでフィリーズに敗れる。1994年はストライキがあったが、1995年はチッパー・ジョーンズの活躍もあり、2年ぶりのリーグ優勝を達成、さらにワールドシリーズでインディアンスを破り、38年ぶりの世界一に輝いた。
2007年でGMを辞し、球団社長に就任。
2016年、ブレーブス殿堂入りを果たす。
2017年のアメリカ野球殿堂ベテランズ委員会により得票率100％で殿堂入りを果たす。

## GM時代の実績
カンザスシティ・ロイヤルズ時代
- 地区優勝3回、リーグ優勝1回、世界一1回

アトランタ・ブレーブス時代
- 地区優勝14回、リーグ優勝5回、世界一1回